# Swallowed (film)
Swallowed is een Amerikaanse horrorfilm uit 2022 geregisseerd en geschreven door Carter Smith. De film ging op 15 juli 2022 in première tijdens het Fantasia International Film Festival.

## Verhaal
De film volgt de jeugdvrienden Benjamin en Dom die elkaar door dik en dun steunen. Benjamin begint echter gevoelens voor hem te krijgen, daarnaast staat Benjamin op het punt naar Los Angeles te vertrekken om daar als pornoster aan het werk te gaan. De twee vrienden besluiten om de laatste avond samen op te trekken. Dom wil Benjamin van extra geld voorzien voordat hij vertrekt en weet via een vriend een klus te krijgen.
Niet wetende wat de klus was worden de twee vrienden onder druk gezet om beide kleine pakketjes door te slikken en deze de grens over te smokkelen. Hierbij komen de nodige problemen kijken.

## Rolverdeling
| acteur          | personage     |
| --------------- | ------------- |
| Cooper Koch     | Benjamin      |
| Jose Colon      | Dom           |
| Jena Malone     | Alice         |
| Mark Patton     | Rich          |
| Roe Pacheco     | grens beambte |
| Michael Curtis  | Randy Redneck |
| Jonathan Spence | Thee Suburbia |
| Hannah Berry    | Dee           |

## Achtergrond
De horrorfilm werd geregisseerd door Carter Smith, die daarnaast tevens het scenario voor de film bedacht en schreef. De opnamen van de film vonden plaats in Maine, Verenigde Staten. Hoofdrollen in de film waren weggelegd voor onder anderen Cooper Koch, Jose Colon en Jena Malone.
Swallowed ging op 15 juli 2022 in première tijdens het Fantasia International Film Festival in Montreal, Canada. In het najaar van 2022 was de film nog op meerdere filmfestivals te zien, waaronder Fantastic Fest, Fright Fest en NewFest. Op laatst genoemde festival wist de film tevens de prijs van de grote jury te winnen in de categorie Beste film van Amerikaanse afkomst. De distributierechten van de film werden in januari 2023 opgekocht door Momentum Pictures, die vervolgens de film op 14 februari 2023 in de Verenigde Staten uitbracht op video on demand en ander digitale verkoopkanalen.
De film werd door de recensenten in het algemeen positief ontvangen. Op Rotten Tomatoes heeft de film een score van 82% op basis van 51 beoordelingen. Metacritic komt op een score van 53/100, gebaseerd op 4 beoordelingen.